# ロマン・コピン
ロマン・ヴァレンチノヴィチ・コピン（ロシア語: Роман Валентинович Копин、Roman Valentinovich Kopin、1974年3月5日 -  ）は、ロシアの政治家。チュクチ自治管区知事を2008年から15年近く務めた。与党統一ロシアのチュクチ政治評議会メンバー。 

## 経歴・概要
1974年3月5日コストロマに生まれる。1994年にニジニ・ノヴゴロド地域青年主導センター副監督。1995年から法務局検査官としてコストロマ税関の検査に当たった。1996年ヴォルゴ・ヴャトカ国家公務員アカデミーを修了する。また、SBSアグロ社コストロマ支店に勤務した。 
1999年チュクチ自治管区政府顧問に任命される。2001年にチャウンスキー地区区長、2003年にビリビンスキー地区区長に選出。 2008年4月、チュクチ自治管区副知事兼産業農業政策部長に任命され、産業、エネルギー、建設、運輸、農業、商業など広範な政策分野を担当した。2008年7月3日、ロマン・アブラモヴィッチが知事を辞すると、知事代行となる。同年7月11日、知事に任命され、7月13日議会によって承認された。2023年3月15日にウラジーミル・プーチン大統領より知事退任が承認された。
私生活では夫人との間に一男がいる。